# Syntrechalea boliviensis
Espèce
Synonymes
- Trechalea boliviensis Carico, 1993
- Syntrechalea colombiana Silva & Lise, 2008

Syntrechalea boliviensis est une espèce d'araignées aranéomorphes de la famille des Trechaleidae.

## Distribution
Cette espèce se rencontre en Bolivie, au Pérou, en Colombie et au Brésil.

## Description
La carapace du mâle holotype mesure 4,2 mm de long sur 4,4 mm de large et l'abdomen 5,5 mm de long et celle de la femelle paratype mesure 4,5 mm de long sur 4,5 mm de large et l'abdomen 5,5 mm de long.

## Étymologie
Son nom d'espèce, composé de bolivi[a] et du suffixe latin -ensis, « qui vit dans, qui habite », lui a été donné en référence au lieu de sa découverte, la Bolivie.

## Publication originale
- Carico, 1993 : Revision of the genus Trechalea Thorell (Araneae, Trechaleidae) with a review of the taxonomy of the Trechaleidae and Pisauridae of the Western Hemisphere. Journal of Arachnology, vol. 21, p. 226-257 (texte intégral).